# Kirchheim im Innkreis
Kirchheim im Innkreis osztrák község Felső-Ausztria Riedi járásában. 2021 januárjában 724 lakosa volt.

## Elhelyezkedése

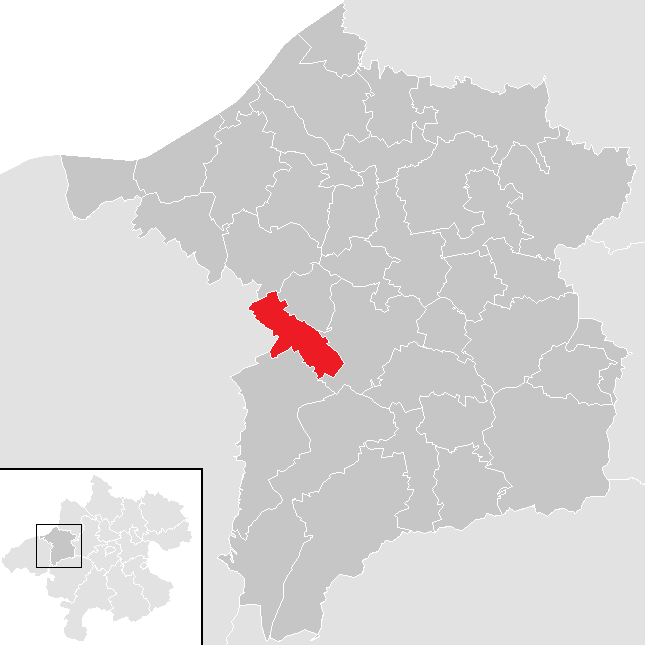
Kirchheim im Innkreis a Ried im Innkreis-i járásban

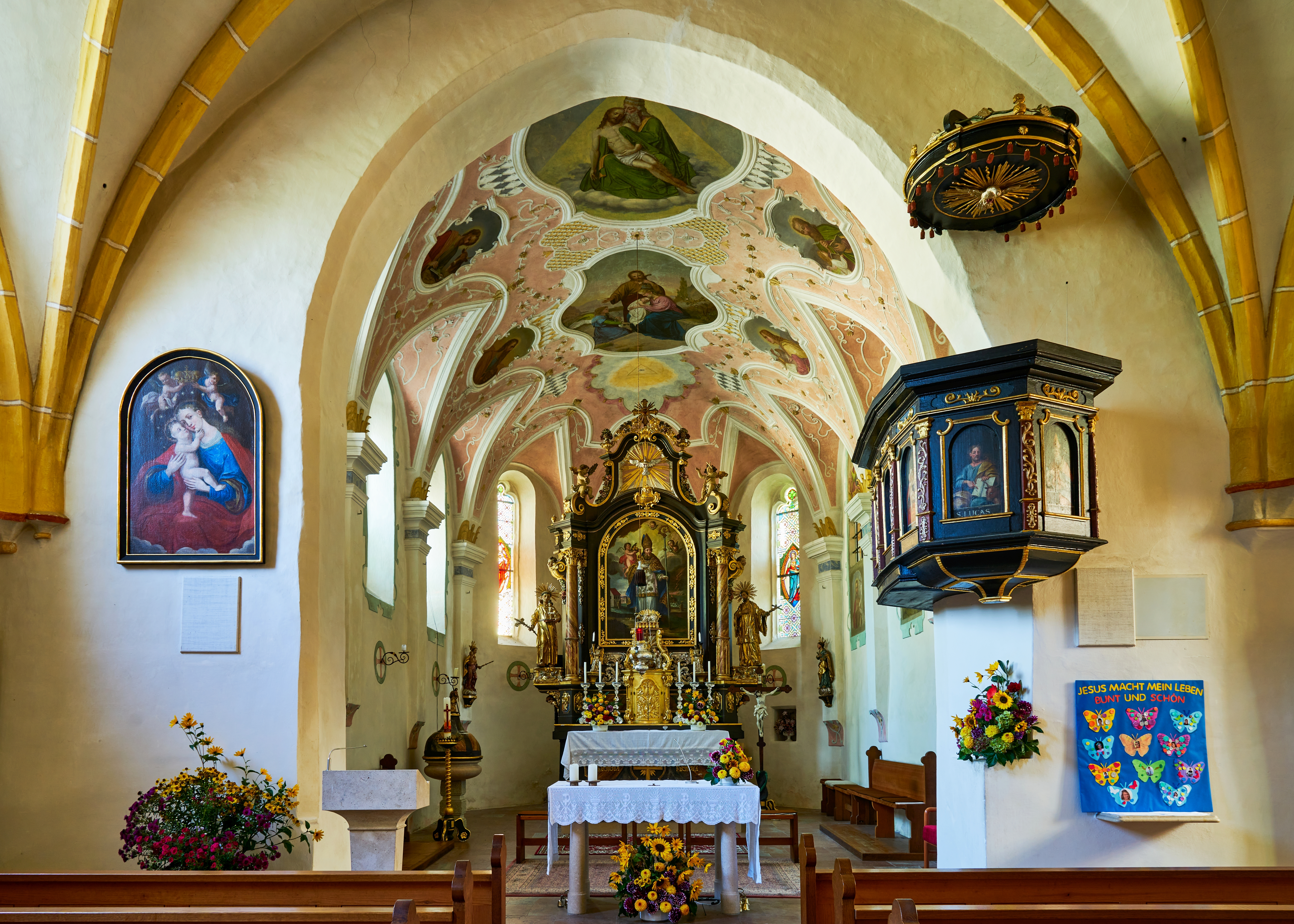
A templom belső tere

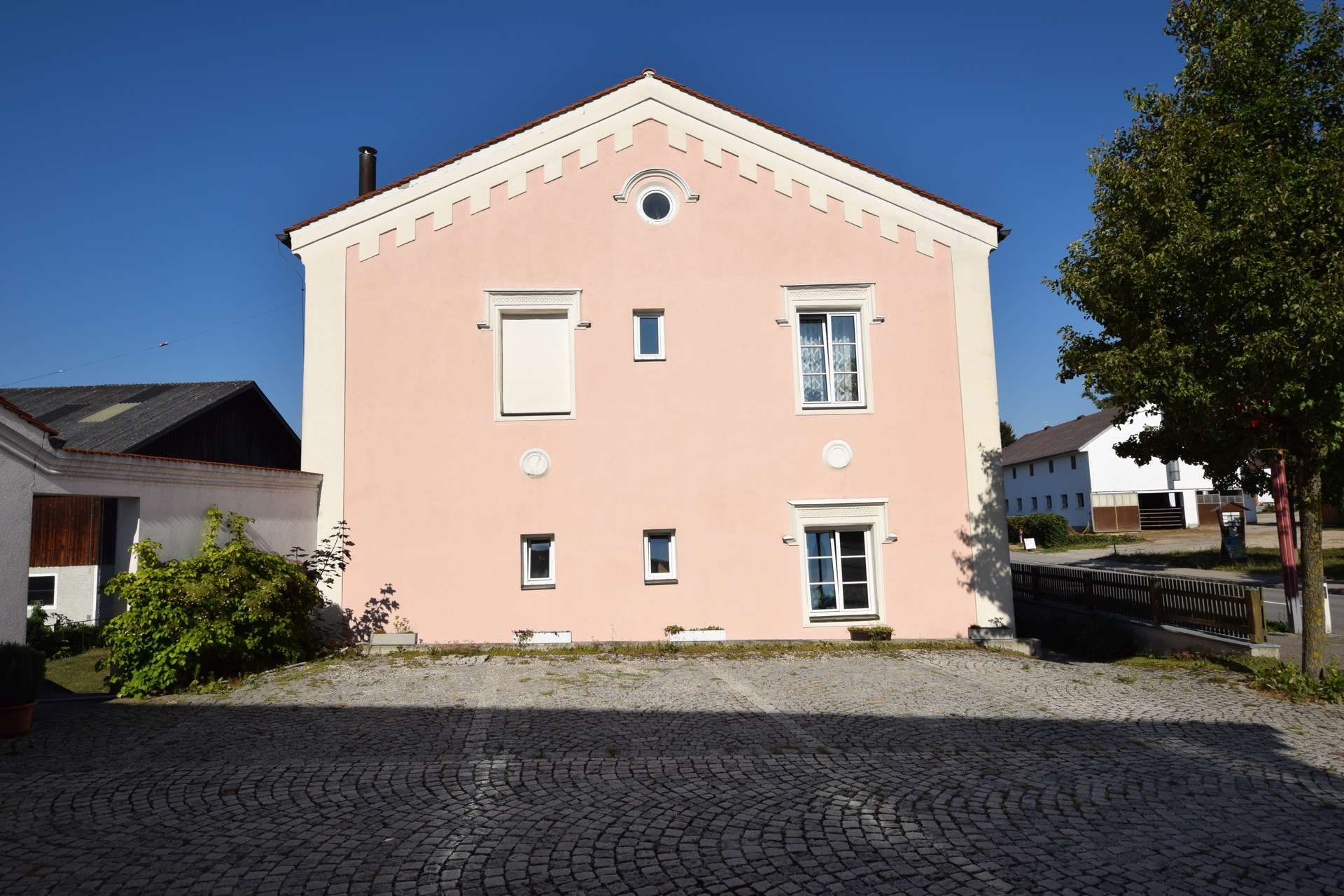
A katolikus plébánia

Kirchheim im Innkreis a tartomány Innviertel régiójában fekszik, az Inn folyó völgyében, a Waldzeller Ache patak mentén. Területének 16,7%-a erdő, 73% áll mezőgazdasági művelés alatt. Az önkormányzat 10 települést és településrészt egyesít: Ampfenham (60 lakos 2021-ben), Buch (68), Edt (55), Federnberg (43), Grub (39), Kirchheim im Innkreis (178), Kraxenberg (109), Ramerding (87), Rödham (44) és Schacher (41).
A környező önkormányzatok: északra Gurten, északkeletre Wippenham, keletre Mehrnbach, délre Mettmach, nyugatra Aspach, északnyugatra Polling im Innkreis.

## Története
Kirchheimet 1110-1125 között említik először, amikor egy bizonyos Rapato von Münzkirchen a passaui székesegyháznak adományozta itteni birtokát. Kirchheim (és az egész Innviertel) 1779-ig Bajorország része volt, de a bajor örökösödési háborút lezáró tescheni béke Ausztriának ítélte. A napóleoni háborúk alatt rövid időre visszatért a francia bábállam Bajországhoz, de 1816 után végleg Ausztriáé lett. Az 1938-as Anschluss után a települést a Harmadik Birodalom Oberdonaui gaujába sorolták be. A második világháborút követően visszatért Felső-Ausztriához.
Kirchheim 2010-ben elnyerte az európai kultúrfalu címet és ugyanebben az évben ünnepelte fennállásának 900. évfordulóját.

## Lakosság
A Kirchheim im Innkreis-i önkormányzat területén 2021 januárjában 724 fő élt. A lakosságszám 1961 óta enyhén gyarapodó tendenciát mutat. 2019-ben az ittlakók 96,8%-a volt osztrák állampolgár; a külföldiek közül 1,7% a régi (2004 előtti), 1,4% az új EU-tagállamokból érkezett. 2001-ben a lakosok 94,3%-a római katolikusnak, 1,3% evangélikusnak, 2,1% pedig felekezeten kívülinek vallotta magát. Ugyanekkor a legnagyobb nemzetiségi csoportot a németek (99%) mellett a horvátok alkották 0,6%-kal.
A népesség változása:

| 2016 | 718 |
| 2018 | 716 |

## Látnivalók
- a Szt. Miklós-plébániatemplom

## Fordítás
- Ez a szócikk részben vagy egészben  a   Kirchheim im Innkreis című német Wikipédia-szócikk ezen változatának fordításán alapul.  Az eredeti cikk szerkesztőit annak laptörténete sorolja fel. Ez a jelzés csupán a megfogalmazás eredetét és a szerzői jogokat jelzi, nem szolgál a cikkben szereplő információk forrásmegjelöléseként.